# Moje 3

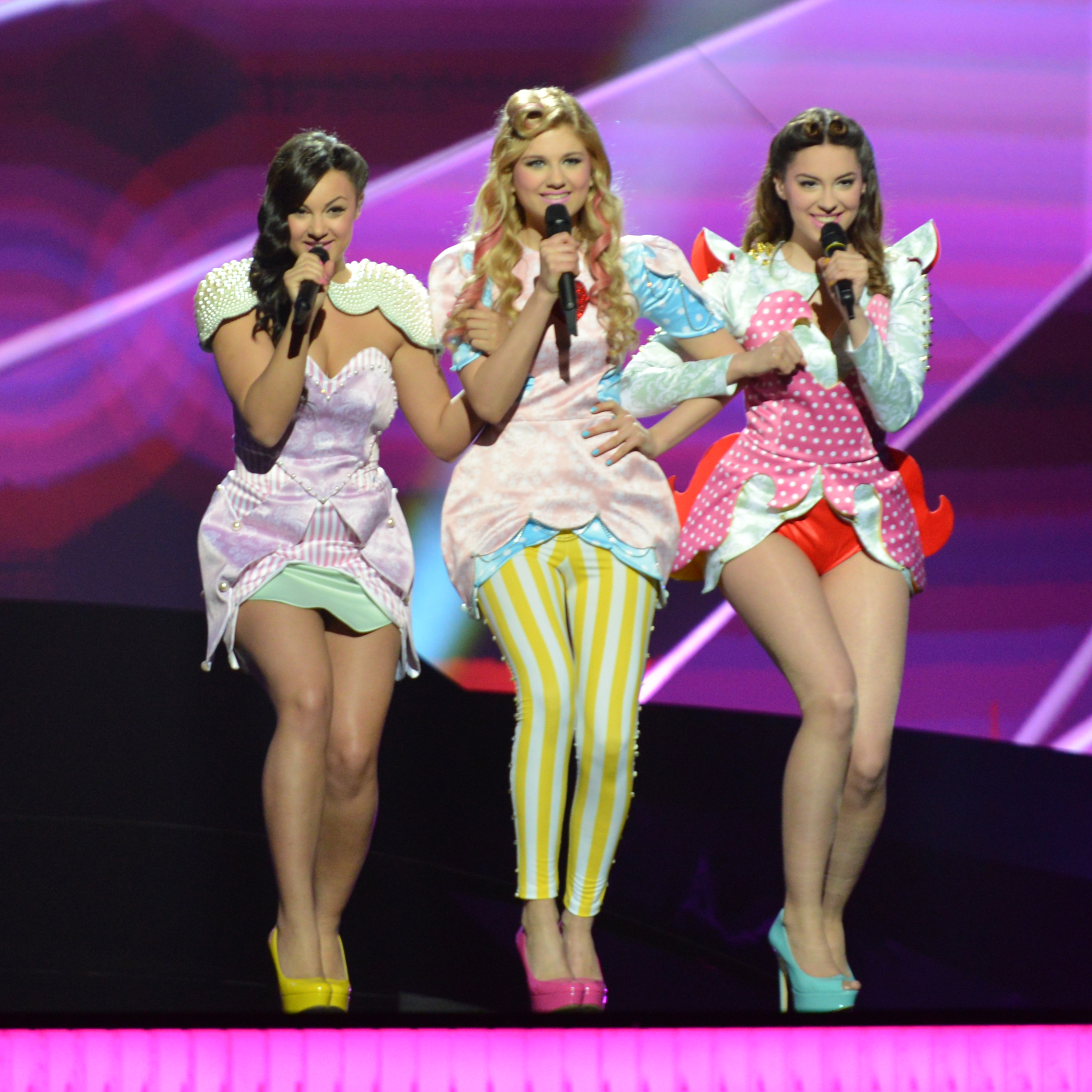
Moje 3 (v. l. n. r.: Radulović, Božović und Jovanović, 2013)

Moje 3 (deutsch ‚Meine 3‘) war eine serbische Girlgroup. Alle drei Sängerinnen waren 2012 Teilnehmerinnen der serbischen Castingshow Prvi glas Srbije (‚Die erste Stimme Serbiens‘) und erreichten Platz 1, 2 und 3.

## Werdegang
Bei der serbischen Vorauswahl Beosong zum Eurovision Song Contest 2013 konnte sich die Band bei insgesamt 15 Teilnehmern ins Finale unter die besten 5 platzieren und siegte dort vor Dušan Svilar. Sie traten daher für Serbien mit dem von Saša Milošević und Marina Tucaković geschriebenen Popsong Ljubav je svuda (‚Liebe ist überall‘) beim Wettbewerb in Malmö an. Nach ihrem Auftritt beim ersten Halbfinale konnten sie sich als 11. nicht fürs Finale qualifizieren.
Nach dem Eurovision Song Contest trennte sich die Band wieder. Außerdem gewannen die drei den seit 1997 verliehenen Barbara Dex Award für das schlechteste Outfit.

## Ehemalige Mitglieder
- Mirna Radulović (* 5. Juli 1992 in Subotica) war 2012 Gewinnerin der zweiten Staffel der Castingshow Prvi glas Srbije.
- Nevena Božović (* 15. Juni 1994 in Kosovska Mitrovica) erreichte beim Junior Eurovision Song Contest 2007 den dritten Platz mit dem selbstkomponierten Titel Pisi mi (‚Schreib’ mir‘). In der Castingshow Prvi glas Srbije erreichte sie 2012 den zweiten Platz.
- Sara Jovanović (* 29. Oktober 1993 in Rom) erreichte bei Prvi glas Srbije 2012 den dritten Platz.